# Le Dossier no 113
Le Dossier no 113 est un roman policier d'Émile Gaboriau publié en 1867. Il s'agit du troisième roman de l'auteur dans ce genre.
Cette œuvre réutilise ici le personnage de Monsieur Lecoq déjà mis en scène par Gaboriau dans L'Affaire Lerouge.
Le roman commence par un important vol commis dans une banque parisienne dont le coffre-fort a été forcé. Or seuls deux hommes disposaient de la clé du coffre et de sa combinaison : le propriétaire de la banque (André Fauvel) et le caissier principal (Prosper Bertomy). Les soupçons de la police et du juge d'instruction se portent sur ce dernier. Mais les preuves manquent et Bertomy n'avoue pas le vol. Bénéficiant d'un non-lieu, le caissier en chef est alors aidé par l'inspecteur Lecoq qui va s'employer à faire la lumière sur cette affaire et découvrir le vrai coupable. Par analepse, le lecteur apprend que la solution de l'énigme découle d'événements qui s'étaient déroulés 25 ans auparavant, dont nul ne savait rien…

## Principaux personnages
- Les enquêteurs
  - Monsieur Lecoq (alias « M. Verduret ») : inspecteur de police à la Sûreté.
  - M. Fanferlot (alias « L'Écureuil », alias « Joseph Dubois ») : homme de main de Monsieur Lecoq à la Sûreté.
  - M. Patrigent : juge d'instruction.

- Les suspects
  - André Fauvel : 60 ans ; banquier à Paris.
  - Prosper Bertomy : 30 ans ; caissier principal de la banque Fauvel.

- Autres personnages importants
  - Nina Gipsy (vrai nom : « Palmyre Chocareille ») : 25 ans ; jeune femme amoureuse de Prosper Bertomy.
  - Madeleine Fauvel : 20 ans ; nièce d'André Fauvel.
  - Raoul de Lagors : 22 ans ; ami de Louis de Clameran et de Prosper Bertomy ; fils de Valentine de La Verberie.
  - Louis de Clameran : « maître de forges » ; ami de Raoul de Lagors ; frère cadet de Gaston de Clameran.
  - Gaston de Clameran : 20 ans en 1841 ; frère aîné de Louis de Clameran.
  - Marquis de Clameran : vieil aristocrate ; père de Gaston et Louis de Clameran.
  - Comtesse de La Verberie : mère de Valentine de La Verberie.
  - Valentine de La Verberie : jeune femme dont Gaston de Clameran est amoureux en 1841 ; plus tard mère de Raoul de Lagors ; enfin épouse d'André Fauvel.

## Résumé
Le roman est composé de 25 chapitres de tailles inégales, regroupés en trois parties. La première partie n’a pas de titre ; la deuxième partie est intitulée « Le drame » et la troisième « Le dénouement ».

### Le vol à la banque Fauvel (Paris, 1866)
Chapitres 1 à 12.
Louis de Clameran, un client de la banque Fauvel, située 83 rue de Provence à Paris, se présente au guichet pour récupérer la somme de trois cent mille francs-or. Or lorsque le caissier principal, Prosper Bertomy, arrive à la banque, on découvre que cette somme que le caissier principal avait fait entreposer la veille dans le coffre-fort blindé a été volée. En tout, la somme de trois cent cinquante mille francs a été volée. Deux hommes seulement connaissaient la combinaison du code et disposaient chacun d'une clef du coffre : Prosper Bertomy lui-même et le propriétaire de la banque, André Fauvel. Ce dernier fait appel au commissaire de police du quartier (chapitres 1 et 2).
Une enquête est ouverte sous la supervision du juge d'instruction Patrigent. Il apprend que Prosper, officiellement célibataire, fréquente une femme au passé douteux, « Nina Gipsy » (en réalité : Palmyre Chocareille), dont il n'est pas réellement amoureux mais qu’il entretient avec faste (maison élégante, robes couteuses). Prosper est en réalité amoureux de la nièce du banquier, Madeleine, mais celle-ci l'a éconduit sans explication. Par ailleurs, Prosper fréquente également deux personnages dont on ignore tout : Raoul de Lagors et Louis de Clameran. Enfin Prosper a perdu au jeu de grandes sommes d'argent, dont certaines ont été avancées par ces deux hommes. La théorie du juge d'instruction Patrigent est la suivante : Prosper Bertomy a volé les 350000 francs pour rembourser ses dettes de jeu et, en menant grand train, séduire Nina Gypsy. Selon le juge, au lieu de prendre la fuite il fait résolument face à l'adversité, sachant qu'André Fauvel peut aussi bien être soupçonné que lui, et que si la police ne trouve pas l’argent et n’extorque pas ses aveux, il peut éviter une condamnation (chapitres 3 à 5).
Depuis le début, l'agent de la Sûreté Fanferlot (dit « L'Écureuil ») a poursuivi l’enquête sans en référer à personne. Ayant examiné les parois du coffre-fort blindé, il a remarqué une éraflure sur la porte. Il a aussi fait installer Nina Gypsy dans un hôtel tenu par sa propre épouse et la suit dans ses déplacements. Elle rencontre ainsi un mystérieux correspondant. Plus tard, M. Fanferlot est convoqué par son patron, Monsieur Lecoq, qui lui révèle que le mystérieux correspondant était… lui même. Lecoq est d'un avis différent du juge d'instruction. Faute d'aveux, il faut partir du seul élément matériel qu'on a : l’éraflure sur la porte du coffre-fort. Si on peine à croire Prosper Bertomy et André Fauvel coupables, alors il faut envisager une tierce personne qui, habituée de la banque Fauvel, a pu « emprunter » la clé du banquier et accéder au coffre-fort. À l'instigation de Lecoq, Fanferlot expose au juge d'instruction la « théorie du troisième homme ». Le juge d'instruction est convaincu par le raisonnement, rend une ordonnance de non-lieu et fait libérer Prosper Bertomy (chapitre 6).
Sous les traits et le déguisement de « monsieur Verduret », Lecoq attend au domicile de Prosper Bertomy le retour de ce dernier. Une brève discussion a lieu entre les deux hommes, Verduret lui suggérant de se cacher pour mieux découvrir l'identité du voleur. Arrive alors le meilleur ami de Bertomy, Raoul de Lagors (au demeurant neveu d'André Fauvel et cousin de Madeleine), qui assure Bertomy de son entier soutien. Une fois Raoul de Lagors parti, la discussion reprend entre Verduret et Bertomy. Ce dernier accepte le plan proposé par Verduret. Peu de temps après, un colis lui est remis avec un courrier, où quelqu'un lui propose une forte somme d'argent pour quitter la France et recommencer sa vie ailleurs. Puis Verduret/Lecoq et Bertomy rendent visite à Madeleine Fauvel. Bertomy lui demande pourquoi elle l'a éconduit ; elle ne répond pas directement à ses questions. Or Nina Gypsy, qui était présente dans la pièce et qui a écouté toute la discussion, a compris que l'homme qu'elle aime, Bertomy, en aime une autre (chapitres 7 et 8).
Lecoq, avec Bertomy, suivent Madeleine lorsqu'elle se rend à une importante réunion au Vésinet. Ils la suivent jusqu'à une propriété où elle discute avec un homme. Cet homme est Raoul de Lagors. Fou de jalousie, Bertomy manque de se faire découvrir. Lecoq et lui rentrent discrètement à Paris. Quelques jours après, Lecoq, déguisé en Paillasse, écoute les conversations de Madeleine Fauvel, de Mme Fauvel (épouse du banquier), de Raoul de Lagors et de Louis de Clameran. Il découvre que le mariage de Madeleine Fauvel avec Louis de Clameran est imminent ! Enfin, après une enquête approfondie, il découvre certaines secrets longtemps cachés. C'est cette enquête qu'il résume à Prosper Bertomy : il faut pour cela remonter à 25 ans en arrière, à Tarascon (chapitres 9 à 12).

### «Le drame»(de Tarascon en 1841 à Paris en 1865)
Chapitres 13 à 21.
Lecoq révèle ainsi qu'en 1841, sous la monarchie de Juillet, dans la région de Tarascon sur les bords du Rhône en Provence, Gaston de Clameran est le fils du marquis de Clameran, un vieil aristocrate réactionnaire. Gaston est amoureux de Valentine de La Verberie. Les deux jeunes gens sont amoureux et ont discrètement entamé une liaison sentimentale. Mais — à l'instar des Capulet et des Montaigu — les deux familles Clameran et Verberie sont fâchées depuis cinquante ans. Un soir dans une taverne près de Tarascon, Gaston entend le nom de Valentine calomnié par plusieurs individus éméchés. Après s'être battu et avoir tué deux hommes avec un couteau, Gaston doit s'enfuir pour éviter l'arrestation, le procès, la peine de mort. Après des adieux déchirants avec Valentine qui refuse de le suivre, Gaston s'enfuit et arrive à Marseille, où il s'embarque sur un navire qui l'emmène en Amérique du sud. Tout le monde le croit noyé dans le Rhône.
Le même soir, le vieux marquis de Clameran décède d'une attaque cérébrale. Louis, son fils cadet et frère de Gaston, recueille donc l'héritage familial. Il vend quelques terres, le mobilier du château et se rend à Paris où, pendant quatre ans, il mène grand train et croque son héritage. Il parcourt ensuite toute l'Europe, vivant d'expédients, faisant ici ou là des affaires plus ou moins honnêtes. De retour vers 1865 à Tarascon pour y vendre le château familial, il apprend par la vieille servante de Valentine que celle-ci était tombée enceinte de Gaston. Sa mère, la comtesse de La Verberie, apprenant la grossesse de sa fille, avait décidé de l'emmener en Angleterre. Là, Valentine y avait accouché d'un petit garçon prénommé Raoul, que la comtesse avait fait adopter par un couple de fermiers. La mère et la fille étaient revenues à Tarascon. L'année suivante, un jeune ingénieur nommé André Fauvel retenait son attention : l'homme a une petite fortune personnelle et a du potentiel pour s'élever dans la société. Pour sa part André Fauvel a remarqué la beauté de Valentine et en est tombé amoureux. Un accord est passé entre lui et la comtesse de La Verberie : en échange d'une somme d'argent permettant d'éteindre les dettes de la comtesse et d'une pension annuelle versée, la comtesse lui accordera la main de Valentine. Quelques mois après, le mariage est célébré. Plus tard, André Fauvel fait carrière à Paris où il crée une banque d'affaires portant son nom. De son union avec Valentine naissent deux enfants. Au fil des années, Valentine a oublié Gaston (qui ne l’a plus jamais contactée) ainsi que son enfant abandonné.
La vieille servante de Valentine, heureuse de soulager sa conscience, révèle aussi à Louis de Clameran que Valentine s'est remariée et vit à Paris.
Louis se rend donc en Angleterre, fait des recherches et retrouve l'enfant abandonné. De retour à Paris, Louis contacte Valentine et lui annonce que son fils est sain et sauf. Il organise une rencontre entre la mère et le fils, qui n'est autre que Raoul de Lagors (dont on a déjà appris qu'il devrait épouser Madeleine, la nièce de Fauvel). Louis de Clameran propose un plan, accepté par Valentine, pour que cette dernière voit fréquemment son fils. Il s'agit de faire croire à André Fauvel que Raoul est un neveu désargenté qu'on envoie à Valentine à Paris pour qu'elle lui trouve une situation professionnelle.
Mais Louis, qui est en quête d'argent, a un plan plus maléfique : faire vendre tous les biens de Valentine et s'emparer de son argent en utilisant Raoul. Son plan est prêt à être découvert lorsque reparaît Gaston, de retour en France après plus de vingt ans d'exil au Brésil. Par un « malheureux » hasard, Gaston a pris contact avec le banquier Fauvel, sans soupçonner que ce dernier est marié à son premier amour. Mais afin d'éviter que sa supercherie ne soit démasquée, Louis se précipite à la rencontre de Gaston et l'empoisonne peu de temps après. Louis a maintenant un plus grand coup en tête : dérober l'argent du banquier Fauvel et faire porter la faute sur Prosper.

### «Le dénouement»
Chapitres 22 à 25.
Le roman se termine par l'annonce du mariage de Prosper Bertomy avec Madeleine Fauvel.

## Signification du titre
L'intitulé du roman « Le Dossier n° 113 » est expliqué dans les dernières lignes du chapitre 6, lorsque le juge Patrigent dit à son greffier et que le narrateur complète :
« — (…) voici un de ces crimes encore dont la justice n’a jamais le mot. Encore un dossier à déposer aux archives du greffe. »
Et de sa main, sur la couverture, il inscrivit le numéro d’ordre : Dossier n° 113.

## Analyse
Le Dossier no 113 suit la même structure narrative que celle du futur roman : Monsieur Lecoq. On commence ainsi tout de suite — dans la première partie — par l'affaire en question, le crime, sa description, ses différents cercles de suspects, puis la découverte d'un deuxième voire d'un troisième niveau de réalité, plus complexe.
Dans une seconde partie contrastante, la trame du roman policier est quasiment complètement remplacée par celle d'un roman historique, un quasi nouveau roman, racontant l'histoire derrière le mystère, jusqu'au moment de l'affaire et de sa résolution. C'est donc ici une organisation novatrice de l'écriture (quasi cinématographique, en « flashback ») qui est inventée par l'écrivain ; son style même évoluant au cours du roman : 
- la « première partie » est plus personnelle et dominée par les méthodes policières de Monsieur Lecoq : analyse, enquête, action, déductions ; en ce sens un descendant littéraire de Vidocq. Lecoq et Vidocq inspireront d'ailleurs directement Arthur Conan Doyle dans la création de Sherlock Holmes — même s'il fait dire à Holmes que Lecoq n'est « qu'un misérable maladroit »[2].
- dans la deuxième partie — à partir du chapitre XII, Le drame, p.196 de l'édition originale — nous assistons à une narration dans le passé, plus classique, que l'on pourrait par moments rapprocher du style d'Alexandre Dumas[3]. Gaboriau apporte ici beaucoup plus de soin aux détails et aux descriptions que dans l'enquête de la première partie. C'est une réelle prise en main du lecteur, afin de lui apporter tous les éléments nécessaires à la compréhension a posteriori de l'affaire et ainsi « rattraper » le raisonnement de l'inspecteur Lecoq qui, comme nous le dit la fin du chapitre XI, « avait tout découvert ». On y voit donc de la part de l'auteur un travail ciselé, précis et mûri, où chaque détail trouve sa conclusion, chaque mystère son explication.

Sur un plan social, on perçoit à travers tout le roman que ce sont toujours les mêmes thèmes qui dominent la réflexion de Gaboriau et qui correspond à la réalité de son époque. Ces thèmes sont : la richesse de la bourgeoisie parisienne (et citadine plus généralement), un certain matérialisme des mœurs bourgeoises, une décadence de la noblesse d'ancien régime — en tout cas elle est reléguée à un statut social quasi inexistant à travers la ruine financière, la rencontre de toutes les classes sociales dans le crime et la recherche d'argent, ou encore le rôle (nouveau à l'époque) du policier ou enquêteur comme justicier et redresseur de torts.
Comme Zola quelques années plus tard, Gaboriau est d'abord journaliste et fin observateur des systèmes politiques et juridiques de son temps. Il dégage même à travers ces écrits, les prémices d'un nouvel ordre social, autour du commerce mondial, de la dérégulation et de la mondialisation. Il le fait ici avec son double filtre personnel, celui du crime et de l'histoire.

Laissons le personnage de « Monsieur Verduret » clore cette analyse (chapitre XXII, Le dénouement) : 

« Tout se tient et s’enchaîne ici-bas. Si Gaston de Clameran n’était pas allé, il y a vingt ans, prendre une demi-tasse dans un petit café de Jarnègue, à Tarascon, on n’aurait pas volé votre caisse il y a trois semaines. Valentine de La Verberie a payé en 1866 les coups de couteau donnés pour l’amour d’elle vers 1840. Rien ne se perd ni ne s’oublie. »

## Éditions
- Dentu, 1867 (1re édition).
- Dentu, 1869 (6e édition[4]).
- Dentu, 1881 (20e édition[5]).
- Arthème Fayard, 1906.
- Fayard, 1923[6].
- Éditions La Bruyère, 1951[7].
- 10/18, 1963[8].
- De Saint Clair, 1975.

## Adaptations

### Cinéma
- 1932 : Le film File 113 (en) de Chester Franklin (États-Unis) est la seule adaptation cinématographique du Dossier no 113. Dans une critique du film, le New York Times du 20 février 1932 est élogieux notamment sur le type du personnage original de Monsieur Lecoq[9].

### Radio
- 1959 : Le Dossier no 113 : une enquête de Monsieur Lecoq, suite radiophonique adaptée par Léon Deutsch ; production : Germaine Beaumont et Pierre Billard.[réf. nécessaire]